# Euphémie (impératrice)
Euphémie (? - décès dans les années 520), née sous le nom de Lupicina est une impératrice de l'Empire byzantin, épouse de l'empereur Justin entre 518 et 527.

## Biographie
Les informations sur la vie d'Euphémie sont très parcellaires et sont généralement issues de l'ouvrage de Procope de Césarée Histoire secrète de Justinien. Or, le ton de l'auteur vire parfois au pamphlet envers la dynastie régnante, notamment Justinien mais aussi Justin et Euphémie. De ce fait, les informations fournies doivent parfois être manipulées avec prudence. Toutefois, il est à peu près certain qu'elle a des origines modestes voire très modestes. Elle pourrait même avoir été esclave et le nom de Lupicina pourrait indiquer une condition de prostituée,. Quoi qu'il en soit, cela n'empêche pas Justin, lui-même d'origine modeste, de se marier avec elle sous le règne d'Anastase. C'est certainement à l'occasion de l'arrivée sur le trône de Justin qu'Euphémie adopte ce nom, plus respectable que celui de Lupicina.
Si Procope assure qu'Euphémie n'a aucun goût pour les affaires politiques, une source ecclésiastique venant de la Chronique d'Edesse de 540 met à son crédit la politique de rapprochement avec la papauté menée par Justin.
En dépit de ses origines, elle se montre très attentive aux bonnes mœurs. Cette attitude lui vaut les bonnes grâces de Procope qui s'abstient donc de la dénigrer. À son sujet, Procope écrit : « Cette femme était étrangère à toute vilenie, bien qu’elle fût tout à fait rustique et de race barbare, comme je l’ai dit ».
Elle s'oppose à l'union entre son neveu Justinien, successeur désigné de Justin qui n'a pas d'enfants, et Théodora, issue du milieu du spectacle particulièrement méprisé à l'époque.
Selon Théophile, un moine contemporain d'Euphémie, l'impératrice aurait eu un recours aux services d'un voyant qui lui aurait affirmé que Théodora était « la daemonodora de Justinien et de l'Empire ». Se basant sur ce témoignage, l'historien Henry Houssaye pense que l'opposition d'Euphémie serait ainsi moins due au passé d'actrice de Théodora qu'à des craintes sur sa future conduite en tant qu'impératrice.
La mort d'Euphémie, probablement vers 523-524, règle la question et Justin passe une loi autorisant les femmes ayant exercé certaines professions spécifiques (actrices notamment) à se marier normalement.
L'impératrice fut probablement inhumée dans l'église Saint-Euphémie dans le quartier d'Olybrius à Constantinople.